# 로우리 단백질 정량법
로우리 단백질 정량법(Lowry protein assay)이란 용액에서 단백질의 총 수준을 결정하기 위한 생화학적 분석이다. 총 단백질 농도는 단백질 농도에 비례하여 시료 용액의 색상 변화로 나타나며, 이는 비색 기술을 사용하여 측정할 수 있다. 1940년대에 시약을 개발한 생화학자 올리버 H. 로우리의 이름을 따서 명명되었다. 0.01~1.0mg/mL 범위의 총단백질을 검출할 수 있다.  

## 같이 보기
- 뷰렛 반응
- 브래드퍼드 단백질 정량법